# Wilhelm Meyer-Lübke

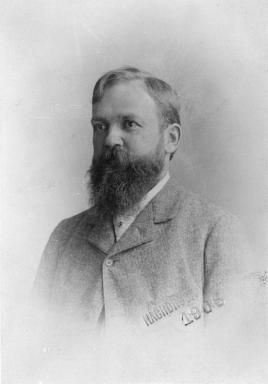
Wilhelm Meyer-Lübke (1861–1936)

Wilhelm Meyer-Lübke (* 30. Januar 1861 in Dübendorf; † 4. Oktober 1936 in Bonn) war ein Schweizer Romanist und Sprachwissenschaftler. Er gehört zu den bedeutendsten Vertretern der romanischen Sprachwissenschaft.

## Leben und Werk
Wilhelm Meyer-Lübke, ein Neffe des Dichters Conrad Ferdinand Meyer, studierte in Zürich (bei Heinrich Schweizer-Sidler) und Berlin (bei Johannes Schmidt) vor allem Indogermanistik, promovierte dann jedoch romanistisch in Zürich über Die Schicksale des lateinischen Neutrums im Romanischen (Halle a.S. 1883). Nach einem Italienaufenthalt habilitierte er sich 1884 ebenfalls in Zürich und hörte dann in Paris Vorlesungen bei Gaston Paris. Der Zürcher Privatdozent erhielt 1887 einen Ruf als außerordentlicher Professor für vergleichende Sprachwissenschaft nach Jena. Von da wurde er 1890 nach Wien berufen, wo er von 1892 bis 1915 als ordentlicher Professor der romanischen Philologie seine große Zeit hatte, auch Dekan und Rektor war. Er nahm dann einen Ruf nach Bonn auf den berühmten Lehrstuhl von Friedrich Diez an, fühlte aber bald schmerzlich den Unterschied zwischen der Weltstadt Wien, wo er auch gesellschaftlich glanzvoll dastand, und der Stadt Bonn (deren Einwohnerzahl erst 1934 die 100.000-Grenze überschritt). Er tröstete sich mit Vortragsreisen und Gastprofessuren im Ausland. Meyer-Lübke war der führende Romanist seiner Zeit.
Von 1903 bis zu seinem Wechsel nach Bonn war Meyer-Lüble wirkliches Mitglied der kaiserlichen Akademie der Wissenschaften in Wien und ab 1928 Ehrenmitglied der phil.-hist. Klasse der Wiener Akademie. Seit 1905 war er korrespondierendes Mitglied der Preußischen Akademie der Wissenschaften. 1935 wurde er als korrespondierendes Mitglied in die Sächsische Akademie der Wissenschaften aufgenommen. Er war Ehrendoktor mehrerer Universitäten (Cambridge, Coimbra, Graz, Turin).

## Veröffentlichungen (Auswahl)
- Grammatik der romanischen Sprachen, 4 Bde., Leipzig 1890–1902 (Nachdruck Darmstadt 1972)
- Italienische Grammatik, Leipzig 1890
- Simon Portius (Simone Porzio): Grammatica linguae graecae vulgaris. Reproduction de l'édition de 1638 suivie d'un commentaire grammatical et historique par Wilhelm Meyer avec une introduction de Jean Psichari. E. Bouillon et E. Vieweg, Paris 1889.
- Einführung in das Studium der romanischen Sprachen, 1901, 3. Aufl. 1920
- Historische Grammatik der französischen Sprache, 2 Bde., 1909, 1921
- Romanisches etymologisches Wörterbuch, Heidelberg 1911 (= Sammlung romanischer Elementar- und Handbücher, III, 3); 7. Aufl. ebenda 2009
- Das Katalanische. Winter, Heidelberg 1925 (Sammlung romanischer Elementar- und Handbücher. Reihe 5, Untersuchungen und Texte; 7) (Digitalisat).
- Romanische Philologie. In: Gustav Abb (Hrsg.): Aus fünfzig Jahren deutscher Wissenschaft. Die Entwicklung ihrer Fachgebiete in Einzeldarstellungen. de Gruyter, Berlin 1930, S. 232–240.

### Festschriften
- Prinzipienfragen der romanischen Sprachwissenschaft. Wilhelm Meyer-Lübke zur Feier der Vollendung seines 50. Lehrsemesters und seines 50. Lebensjahres gewidmet, hrsg. von Carlo Battisti, Halle [1911]
- Festschrift für Wilhelm Meyer-Lübke zum 60. Geburtstag, hrsg. von Alfons Hilka, Halle a.S. 1921

### Nachrufe
- Ernst Gamillscheg: Wilhelm Meyer-Lübke. In: Zeitschrift für französische Sprache und Literatur 60, 1937, S. 385–406
- Jakob Jud: Wilhelm Meyer-Lübke. In: Vox Romanica, Bd. 2, 1937, S. 336–344. (Digitalisat)
- Alwin Kuhn: Wilhelm Meyer-Lübke. In: Zeitschrift für romanische Philologie 57, 1937, S. 778–784
- Elise Richter: Wilhelm Meyer-Lübke. In: Archiv für das Studium der neueren Sprachen 170, 1936, S. 197–210

### Weitere Literatur
- Theodor Elwert: Meyer-Lübke, Wilhelm. In: Neue Deutsche Biographie (NDB). Band 17, Duncker & Humblot, Berlin 1994, ISBN 3-428-00198-2, S. 303 f. (Digitalisat).
- Mario Frasa: Meyer [-Lübke], Wilhelm. In: Historisches Lexikon der Schweiz.
- Artur Greive: Wilhelm Meyer-Lübke, in: Bonner Gelehrte. Sprachwissenschaften. Bonn 1970, S. 200–213
- Yakov Malkiel: Die sechs Synthesen im Werke Wilhelm Meyer-Lübkes. Wien 1989
- Gerhard Moldenhauer: Verzeichnis der Veröffentlichungen von Wilhelm Meyer-Lübke, in: Zeitschrift für französische Sprache und Literatur, 61, 1938, S. 385–440
- Leo Spitzer: Mes souvenirs de Meyer-Lübke, in: Le Français Moderne 6, 1938, S. 213–224
- Lothar Wolf: Wilhelm Meyer-Lübke und die Anfänge der deutschsprachigen Kanadistik, in: Kanada-Studien in Augsburg. Hg. Institut für Kanadastudien der Universität Augsburg (Analysen und Berichte, 6) Augsburg 1990, S. 19–25
- Peter Wunderli: Wilhelm Meyer-Lübke, in: Jakob Wüest (Hrsg.): Les linguistes suisses et la variation. Tübingen 1997, S. 57–82
- Peter Wunderli: Wilhelm Meyer-Lübke (1861-1936). Der Sprachwissenschaftler als Philologe, in: Ursula Bähler, Richard Trachsler (Hrsg.): Portraits de médiévistes suisses (1850-2000). Une profession au fil du temps. Genève 2009, S. 179–214